# Žuti Krist
Žuti Krist (eng. The Yellow Christ) je umjetničko djelo Paula Gauguina koje je naslikao 1889. godine.
Ovo ulje na platnu predstavlja Gauguinov povratak religioznoj tematici nakon djela "Vizija poslije propovijedi" (eng. Vision after the Sermon).
Djelo prikazuje tri bretonske žene koje kleče oko drvenog križa na kojem je razapet Isus. Glava Isusa slična je glavi u njegovu djelu "Krist u vrtu maslina" (engl. Christ in the Garden of Olives). Granica između stvarnosti i imaginacije je nejasna jer žene podsjećaju na tri Marije ispod križa na Golgoti. Jesenska podloga slike sa žutim i narančastim tonovima ne podudara se s biblijskim prikazima Isusa na križu. Krošnje stabala svedene su na najjednostavnije oblike. Tri osobe koje prelaze kameni zid u pozadini djeluju potpuno nesvjesne religioznog doživljaja triju žena u prednjem planu.
Utjecaj na Gauguinovu figuru Krista na križu imalo je raspelo iz 17. stoljeća koje je zamijetio u crkvi u Trémalu nedaleko od Pont-Avena. Skicirao je to raspelo i prenio ga na svoje ulje na platnu. Umjetničko djelo je izloženo u umjetničkoj galeriji Albright-Knox u Buffalu.

## Vanjske poveznice
- Albright-Knox Art Gallery, The Yellow Christ